# Baja Ferenc
Baja Ferenc (Kecskemét, 1955. július 4. –) magyar népművelő, politikus. 1994-től 2014-ig országgyűlési képviselő a Magyar Szocialista Párt képviseletében. 1994 és 1998 között környezetvédelmi és területfejlesztési miniszter volt, 2002-2010 között pedig különböző feladatkörökkel államtitkár a Miniszterelnöki Hivatalban.

## Életpályája
Gyermekkorában Újfehértón élt, később családja Kecskemétre költözött. Általános és középiskolai tanulmányait Kecskeméten, Szegeden és Pécsett végezte. Édesapja halálakor (1969) tizenöt éves, ezért a tanulás mellett mindvégig dolgozott, újságkihordó, pincemunkás és tejüzemi kocsikísérő.
1974-ben a pécsi Zipernowsky Károly Erősáramú Ipari Szakközépiskolában érettségizett. A Jánoshalmán letöltött sorkatonai szolgálat után egy évig a szegedi Juhász Gyula Tanárképző Főiskola hallgatója, majd Debrecenben, a Kossuth Lajos Tudományegyetem Bölcsészettudományi Karán, másodéves egyetemista korától egyéni levelezőként folytatta tanulmányait. 1977-1982-ig az egyetem közművelődési titkárságán és a Hajdú-Bihar Megyei Moziüzemi Vállalatnál dolgozott. Kiállításokat rendezett, iskolaújságot, iskolarádiót szerkesztett, Bódy Gáborral együtt vezette az egyetemi filmklubot, Bari Károllyal színházi előadásokat szervezett Pilinszky János darabjaiból. 1982-ben népművelői oklevelet, 1984-ben filmesztétikából, filmtipológiából egyetemi doktori címet szerzett.
1982-ben a Moziüzemi Vállalat alkalmazottjaként a debreceni Általános Művelődési Központtal közösen rövid ideig a Delta Filmszínház kísérleti mozit vezette, ahol a szokásos előadásokon túl iskolai oktatófilmeket vetítettek és filmkluboknak adtak helyet. Nyíregyházára költözve fél évig a Bessenyei György Tanárképző Főiskola Népművelés Tanszékén tanított.
1983-tól munkahelye Nyíregyháza Város Tanácsa: a művelődési osztály közművelődési munkatársa, majd osztályvezető-helyettese, 1987-től kultúrát felügyelő, 1988-tól általános tanácselnök-helyettese.
1985-től a Sóstói Nemzetközi Éremművészeti és Kisplasztikai Alkotótelep alapítója, a telep tanácsának elnöke, 1990-1994-ig a nyíregyházi Városi Galéria igazgatója - munkáját Szocialista Kultúráért kitüntetéssel ismerték el. 1985-1994-ig a Magyar Mozgókép Alapítvány kurátora. Több filmesztétikai, filmelméleti és általános esztétikai témájú cikke, tanulmánya jelent meg. A Magyar Népművelők Egyesületének és a Kultúraközvetítők Társaságának tagja.

### Politikai pályafutása
1988-ban időközi választáson Nyíregyháza Borbánya választókerületében tanácstaggá választották, ugyanebben az évben belépett az MSZMP-be. Az MSZMP-reformkörök munkájában kezdetektől részt vett, a Reformkörök Országos Tanácsának ügyvivője, az átalakuló kongresszus (1989. október) ügyrendi bizottságának vezetője. Az MSZP nyíregyházi és Szabolcs-Szatmár-Bereg megyei szervezetének alapítója és szervezője.
1990 májusától 1996-ig az MSZP Országos Elnökségének tagja, az elnökség önkormányzati ügyvivője, az elnökségen belül a vidéki szervezetek képviselője, feladata az MSZP önkormányzati képviselőinek, polgármestereinek felkészítése, a párt vidékfejlesztési koncepciójának kidolgozása volt. 1990-1994 között az MSZP nyíregyházi listáján megválasztott önkormányzati képviselője, a szocialista frakció vezetője, 1992-ig az önkormányzat humán - oktatással, kultúrával és sporttal foglalkozó - bizottságának tagja.
1992. április 12-én a szervezésében alakult meg a Baloldali Önkormányzati Közösség, amelynek 1996-ig az elnöke volt. 1992-1996 között az MSZP alelnöke. 1993-ban tagja lett az MSZP Országos Választási Bizottságának. Az 1994-es országgyűlési választáson Szabolcs-Szatmár-Bereg megye 2. sz., Nyíregyháza központú választókerületében képviselővé választották. 1998-2006 között az MSZP Szabolcs-Szatmár-Bereg megyei, majd 2006-tól 2014-ig országos listáján megválasztott képviselő.
1994-ben az MSZP-delegáció tagjaként részt vett az SZDSZ-szel folytatott koalíciós tárgyalásokon. A Horn-kormány megalakulásától 1998-ig környezetvédelmi és területfejlesztési miniszter. Hivatali ideje alatt a következő jelentősebb jogszabályokat alkotta meg a törvényhozás: környezetvédelmi törvény (1995), környezetvédelmi termékdíj-törvény (1995), területfejlesztési és területrendezési törvény (1996), az épített környezetről és műemlékekről szóló törvény (1997). Előterjesztésében a parlament közel száz százalékos támogatással fogadta el a Nemzeti Környezetvédelmi Programot (1997,). 1996. április 30-tól az MSZP Országos Választmányának elnöke, 1998 szeptemberében a választási vereség miatt nem fogadta el az újrajelölést. 1998-tól Nyíregyháza díszpolgára.
2002 májusától 2007 áprilisáig a Miniszterelnöki Hivatal (MeH) politikai államtitkára. 2002 és 2003 között az európai uniós csatlakozást előkészítő tájékoztatást, az Európai Unió Kommunikációs Közalapítvány munkáját koordinálta. Kialakította a civil szervezetekkel való együttműködés és a civil önkormányzás új modelljét, előkészítette a Nemzeti Civil Alapprogramról szóló törvényt, amelyet a parlament túlnyomó többséggel fogadott el 2003-ban. 2003-tól kormánymegbízottként felügyelte a kormányzat informatikai fejlesztéseinek programját. Hivatali ideje alatt alakult újjá 2003 februárjától "Magyarország.hu" néven a kormányzati portál, az országos elektronikus kormányzati gerinchálózat és az ügyfélkapu kialakításával párhuzamosan, ekkor alkotta meg a törvényhozás az elektronikus ügyintézés eljárásait is szabályozó új törvényt a közigazgatási eljárásokról és szolgáltatásokról (2004). 2004-2010. között a MeH Elektronikuskormányzat-központ munkáját irányította. A kormányzati informatika és az elektronikus kormányzás területén elfogadtatta az "E-Kormányzat 2005 Stratégia és Programtervet", valamint 2008-ban az E-közigazgatás 2010 Stratégiát. 2007-2010 között a Közigazgatási Informatikai Bizottság (KIB) elnöke. 2007-től a Miniszterelnöki Hivatal államtitkára, 2008. májusától 2010. májusáig informatikai kormánybiztos, a Nemzeti Digitális Közmű 2010-es uniós projektjének elindítója.
1998-2000-ig az MSZP Országos Elnöksége "MSZP 2000" szervezet- és hálózatfejlesztési munkacsoportjának vezetője. 1999-2001-ig az MSZP Szabolcs-Szatmár-Bereg megyei szervezetének elnöke. 2000. november 25-től 2002. június 30-ig az MSZP párt-, majd kampányigazgatója. 2001. decemberétől az MSZP Közigazgatási és IT Tagozatának alapító elnöke, 2008. július 19-től 2022. december 10-ig az elnöke. 2005-2008-ig, majd 2014-től a Táncsics Alapítvány kuratóriumának elnöke. 2007. június 25-től 2022. október 12-ig az MSZP Szocialista Platformjának, 2022. október 13-tól a Szociális Demokrácia Platformjának elnöke. 2007 augusztusában indította a Kapcsolat.hu közéleti közösségi weboldalt. 2008. július 19-től 2010. július 3-ig, majd 2022. október 12-től az MSZP Országos Választmányának tagja. 2022. december 10-től a Választmány elnökhelyettese.
2025. január 15-én bejelentett, hogy minden tisztségéről lemond (vagyis nem vesz részt az országos elnökség munkájában, már nem elnökhelyettese a párt választmányának, lemondott a párt Szociális Demokráciáért platform elnöki posztjáról), a pártból azonban nem lépett ki.

## Személye körüli viták

### A Zefirusz-ügy
Az eredetileg „Nyírfa” fedőnéven, 1995-ben, az ukrán-román-magyar hármashatár vidékén a szervezett bűnözés ellen irányult adatgyűjtési akció során számos ellenzéki és kormánypárti politikust is megfigyeltek. Így került felszínre a Zefirusz névre keresztelt kft. is, amelynek Baja 1994 áprilisáig felügyelőbizottsági tagja volt. A Zefirusz nagyon rövid idő alatt, kedvező hitelekkel, állami tulajdonú cég támogatásával és megrendelései révén jelentős ingatlanvagyonhoz jutott. Bár vizsgálták, az ügyben nem indult nyomozás.

### A zsurki "vodkagyár"
Baja Ferenc környezetvédelmi és területfejlesztési miniszterként 1995-ben a Zsurkon palackozó üzemet építeni szándékozó, és erre pályázatot az Állami Fejlesztési Intézetnél benyújtó Hunalco Rt. számára 80 millió forintot, illetőleg a fejlesztési költségek 16%-ára vonatkozó mértékű vissza nem térítendő támogatást ítélt meg. A cég a támogatásból 1996. május 13-án 55 432 000 forintot vett igénybe, ám 1997 áprilisában jelezte, hogy az ukrán és orosz törvények, valamint vámszabályok változása miatt a vállalt kötelezettségeket nem tudja teljesíteni, majd kérte a minisztériumot, hogy a támogatás igénybe vett összegét az általuk megjelölt ütemezésben fizethessék vissza, s a kamatok visszafizetése alól mentességet kapjon. A minisztérium a részletfizetést engedélyezte, azonban a kamatok elengedését elutasította. A Kisvárdai Városi Ügyészség a Záhonyi Polgármesteri Hivatal által folytatott építési engedélyezési eljárások munkatervi feladatként elvégzett vizsgálata során ismertté vált adatok alapján 1997. július 21-én ismeretlen tettes ellen nyomozást rendelt el jogosulatlan gazdasági előny megszerzése bűntettének alapos gyanúja miatt. A cég ellen 1997-ben kezdett a rendőrség nyomozásba, mivel felmerült a gyanú, hogy kapcsolatban áll a szervezett bűnözéssel. A nyomozás során különböző visszaéléseket tártak fel, így többek között a cég állami támogatásban részesítését is törvénytelennek ítélte meg a nyomozóhatóság, mely révén felmerült Baja esetleges büntetőjogi felelősségre vonása is. Az ügyben 1998. augusztus 27-én vádemelési javaslatot tett a rendőrség a megyei ügyészségen, mely ősszel be is nyújtotta a vádiratot. A nyomozást még Baja leköszönése előtt, 1998. június 21-én megszüntették. Az őt ezzel kapcsolatban tisztességtelenséggel megvádoló összes újsággal szemben pert nyert jó hírneve megsértéséért és/vagy rágalmazásért. A parlament Környezetvédelmi Bizottságának 1997-es vizsgálata szerint Baja eljárása jogszerű volt, törvénysértés nem történt, nem vállalt a jogszabályban lehetővé tett és szakmailag indokoltnál nagyobb kockázatot, állami vagyonvesztés a visszafizetések és a kikötött garanciák alapján nem történt, és a vizsgálat során a bizottság nem talált olyan jellegű információt, ami bármilyen módon a miniszternek, vagy közvetlen környezetének a HUNALCO Rt.-ben vagy valamely kapcsolódó társaságban való érdekeltségére utalt volna.

### Kulcsár-ügy
A „bróker-botrány” néven elhíresült milliárdos sikkasztás legfőbb gyanúsítottja, Kulcsár Attila elfogása után tett egyik tanúvallomásában Baja Ferenc mellett Puch László MSZP pártpénztárnokot nevezte meg, mint azokat, akik segítették őt a sikkasztásban. A szocialista politikusok ellen végül nem indult nyomozás.

## Családja
Apai nagyapja sváb molnárcsaládból származott, banktisztviselő volt, fiatalon meghalt; özvegye egyedül nevelte fel három gyermeküket. Édesapja, Baja Ferenc, eredeti szakmája cukrász, a második világháború előtt a Magyar Nemzeti Bank tisztviselője, konzervgyár-vezető és feltaláló volt. 1945 után egy koncepciós per után Kecskemét környékén lett favágó, később erdész, majd erdőrendezőségi főfelügyelő. Anyai nagyapja Kecskemét környéki parasztcsalád sarja, erdész volt, feleségével hat gyermeket neveltek fel. Édesanyja, Szeverényi Irma, tanítónő volt. 1981 óta nős, felesége népművelő és történelem-filozófia szakos középiskolai tanár. Egy fiúgyermekük van.